# 渡辺ユーキ
渡辺ユーキ（わたなべ ゆうき、男性、1988年9月6日 - ）は、日本のギタリスト、作曲家、編曲家。
神奈川県茅ヶ崎市生まれ。

## 来歴
13歳よりギターを始め、高校卒業後、専門学校に進学。本格的に音楽理論やテクニックを学ぶ。
在学時より、様々なアーティストのサポートやアシスタントとして経験を積む。
また、SMAP,和田アキ子,BONNIE PINK等のバックギタリストとして、SMAP×SMAPやMUSIC JAPANにも出演。
ゲーム音楽等にもギターとして参加したり、スタジオミュージシャンの西川進さんのアシスタント、卒業後はオーディションをきっかけに小林太郎のサポートギタリストとして、全国ツアーや夏フェス等に参加。
フジテレビ『SMAP×SMAP』に和田アキ子、SMAPのバックギタリストとしてTV出演。
NHK『MUSIC JAPAN』にて、BONNIE PINKのバックギタリストとしてTV出演。
NHK『MUSIC JAPAN』にて小林太郎のバックギタリストとして出演
小林太郎「飽和」PV出演
・SUMMERSONIC 2012大阪(OCEAN STAGE)
Rock'in on Japan Fes 2012
MINAMI WHEEL (大阪BIGCAT)
Buono!初の単独ライブ～Rock'n Buono!～の全編ギター監修
こちら葛飾区亀有公園前派出所／香取慎吾　着うたギター収録
WHY／加藤ミリヤ　着うたギター収録
太鼓の達人13 収録曲「ワールドイズマイン」にギターで参加
太鼓の達人12 増量版　収録曲　「メルト」にギターで参加
Rib 2nd Major Album「Riboot」ロベリア ギター参加
2008年度ハーフトーンオーディションにて、最優秀ギタリスト賞を受賞。
横浜音楽♯０１　敢闘賞受賞
第７回某アンサンブルコンペティション　審査員特別賞受賞。
第８回某アンサンブルコンペティション　個人最優秀ベストギタリスト賞、the sawmingで最優秀チーム賞とダブル受賞。
2009年3月 全国専修学校各種学校学生優秀賞　受賞
2009年、2010年度ハーフトーンオーディションにて、最優秀ギタリスト賞を２年連続受賞

【製作アシスタント、ローディー現場歴】
Ex)the brilliant green、T-SQUARE、矢沢洋子、伊達晃二、山崎まさよし、キマグレン、ゴスペラーズ、Bouno!、田村ゆかり、平松愛理、パク・ヨンハ、秦基博、持田香織、藤井フミヤ、木梨憲武、甲斐名都　小林太郎etc
【製作サポート音楽番組】
MUSIC LOVERS、MUSIC FAIR、SMAP×SMAP、MUSIC JAPAN。　